# خانه چهارسوقی‌ها
خانه چهارسوقی‌ها مربوط به دوره قاجار است و در یزد، خیابان سلمان، دربند عسکری واقع شده و این اثر در تاریخ ۱۸ آذر ۱۳۸۷ با شمارهٔ ثبت ۲۳۸۸۱ به‌عنوان یکی از آثار ملی ایران به ثبت رسیده‌است.